# 豊中市立野田小学校
豊中市立野田小学校（とよなかしりつ のだしょうがっこう）は、大阪府豊中市野田町にあった公立小学校。
1959年に豊中市立庄内小学校から分離開校した。

## 沿革
- 1959年4月1日 - 豊中市立野田小学校として開校。
- 1962年4月 - 学校給食指導で文部省から表彰される。
- 1965年4月1日 - 従来の校区の一部を、新設の豊中市立島田小学校校区へ変更。
- 1971年9月 - 校舎防音工事が完成。
- 1997年4月 - 豊中市教育委員会より、体験学習の推進校に指定される。
- 2023年 - 庄内小学校、島田小学校、庄内さくら学園中学校と統合し庄内さくら学園を開校し、閉校。

## 通学区域
- 豊中市 庄内幸町1丁目～2丁目、庄内西町1丁目～2丁目、庄内東町1丁目～4丁目、野田町[1]。

かつての卒業生は基本的に豊中市立第十中学校に進学していたが、中学校の統廃合の結果2020年から基本的に豊中市立庄内さくら学園中学校に進学することとなった。

## 交通
- 阪急宝塚線 庄内駅 北北西へ約380m。